# Вечкасов, Юрий Иванович
Юрий Иванович Вечка́сов (6 июня 1948, Новое Демкино, Пензенская область — 17 марта 2022, Пенза) — российский политический деятель. Член Совета Федерации Федерального собрания РФ от Пензенской области (1996—2001).
Первый Председатель Законодательного собрания Пензенской области (1994 — 2002). Почётный гражданин Пензенской области (2011).

## Биография
С апреля 1993 — глава администрации Пачелмского района, заместитель главы администрации Пензенской области. Позже стал первым заместителем главы администрации области.
В 1994 был избран депутатом Законодательного собрания Пензенской области. 11 февраля 1994 избран председателем Законодательного собрания Пензенской области.
7 декабря 1997 был избран в областное Законодательное собрание второго созыва. 10 декабря 1997 вновь избран председателем Законодательного собрания.
Звание «Почетный гражданин Пензенской области» присвоено 21 октября 2011 года.
Умер 17 марта 2022 года. Прощание состоялось 19 марта 2022 года в киноконцертном зале «Пенза».

### Совет Федерации
С января 1996 года по должности входил в состав Совета Федерации Федерального Собрания Российской Федерации, являлся членом Комитета по конституционному законодательству и судебно-правовым вопросам.
В декабре 2001 года сложил полномочия члена Совета Федерации в связи с избранием в него представителя Законодательного Собрания Пензенской области в соответствии с новым порядком формирования верхней палаты российского парламента.

## Награды и звания
- орден Трудового Красного Знамени (1973);
- орден Почёта (1999)[3];
- «Почетный гражданин Пензенской области» (2011);
- знак «Во славу земли Пензенской» (2018)[4];
- Юбилейная медаль «В память 350-летия Пензы» (2013);
- Памятный знак «За заслуги в развитии города Пензы» (2008)[5].